# Ukrainische Legion
Die Ukrainische Legion war ein kurz nach Beginn des Ersten Weltkrieges vorerst als Freiwillige Ukrainische Schützen (auch Ukrainische Schützenabteilung, Ukrainische Freischützen oder Ukrainisches Freiwilligenkorps) gebildeter Kampfverband Österreich-Ungarns.

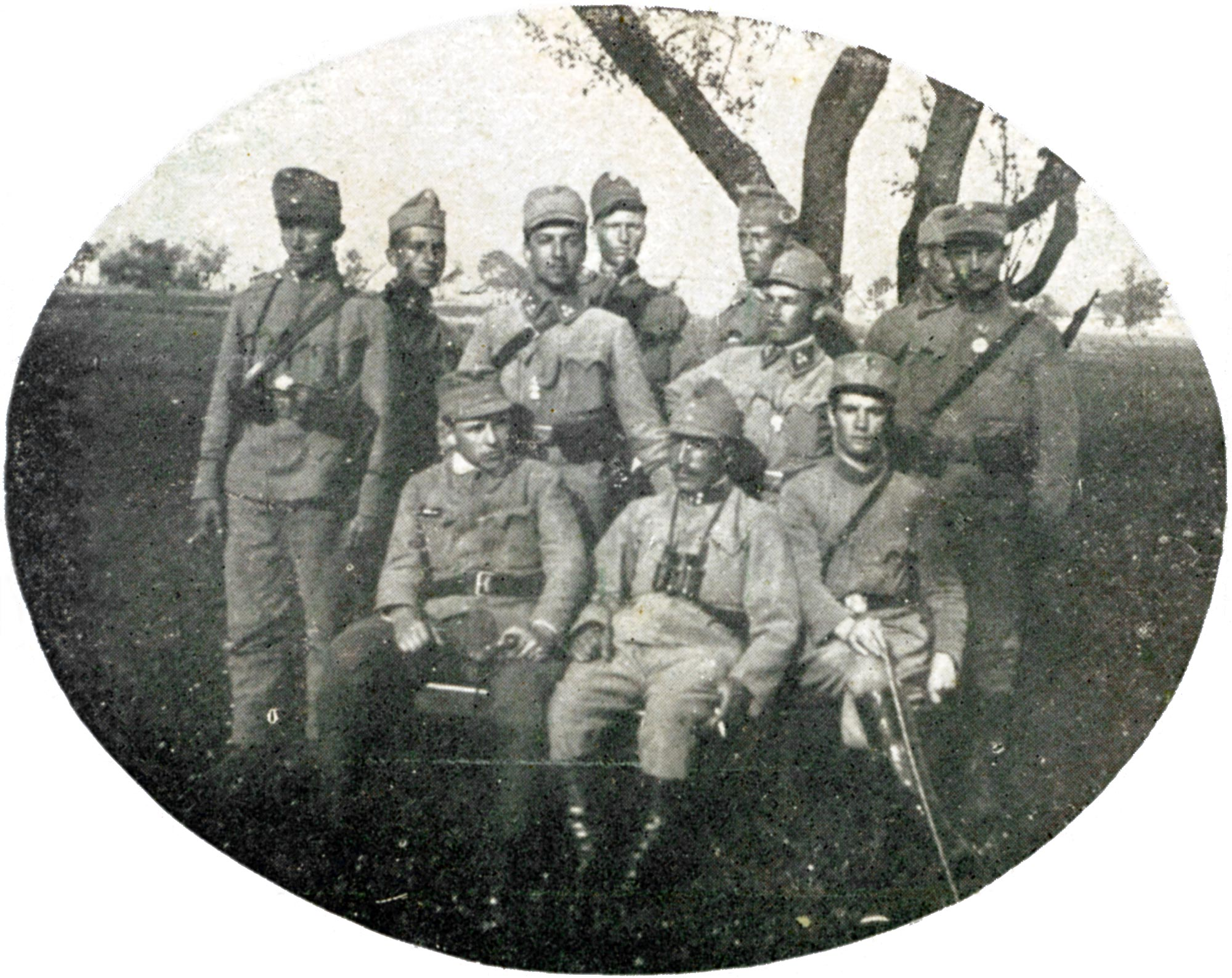
Offiziere der Ukrainischen Legion 1915

## Aufbau
Die Legion bestand aus galizischen ukrainischen (ruthenischen) Freiwilligen, darunter auch Frauen. Sie war wie die Polnische Legion aus Schützenorganisationen hervorgegangen und Teil der k.k. Landwehr.

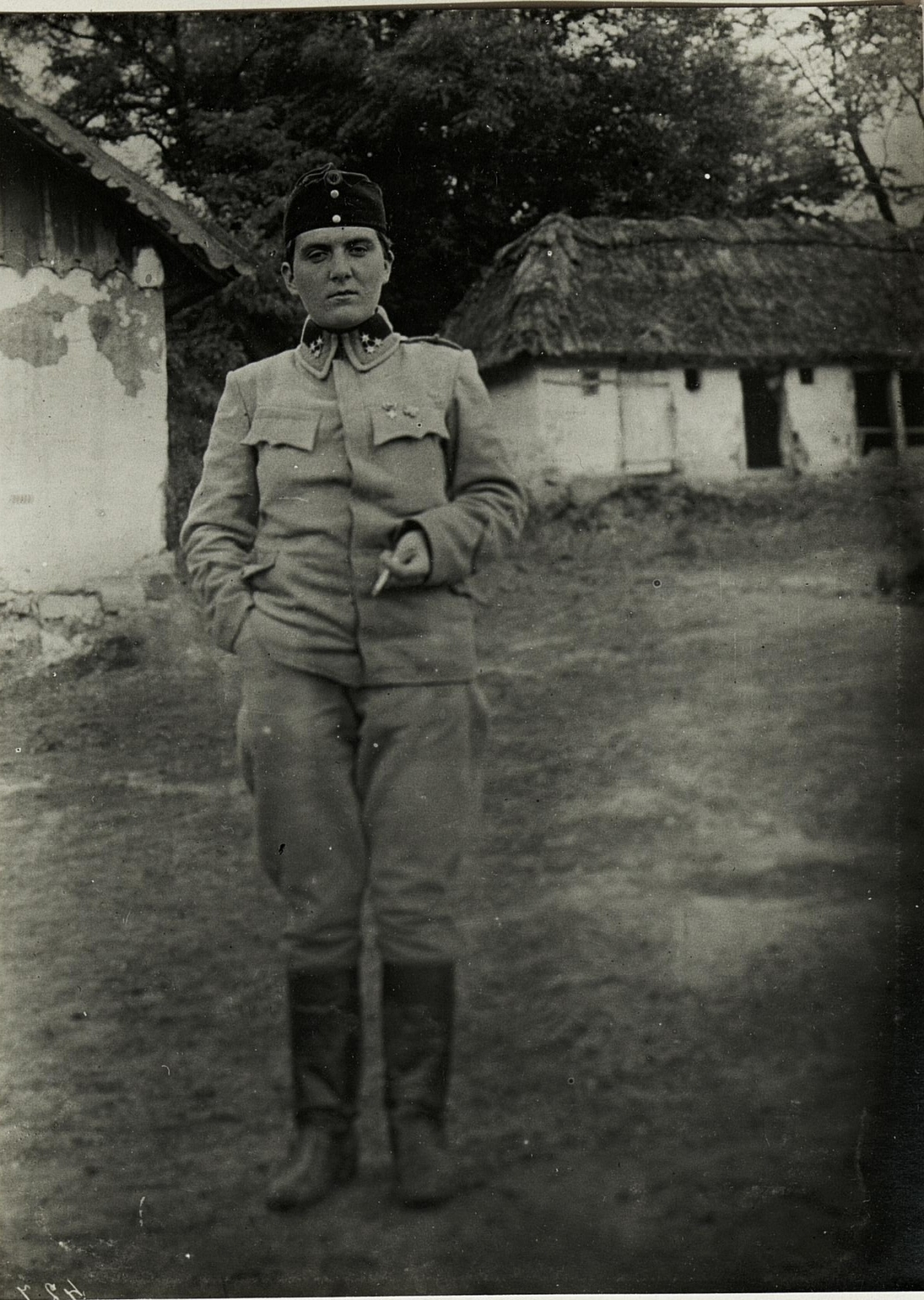
Jarema Kuz als weiblicher Feldwebel der Ukrainischen Legion

Die Initiative zur Gründung des Freiwilligenverbandes ging vom ukrainischen Hauptrat in Galizien aus. In Anknüpfung an die Tradition der Kosaken wurde sie dann in Ukrainische Sitschower Schützen (auch Ukrainische Sitscher oder Sič Schützen, ukrainisch Українські січові стрільці, Ukraïnski sichovi stril'tsi, Ukraïns’ki Sičovi Stril’ci, USS) umbenannt und am 9. August 1915 zu einem regulären Regiment. Die militärische Bedeutung der Legion war weit geringer als die politische, sie war ein propagandistisches Kampfmittel gegen den russischen Panslawismus, weil dadurch die Eigenständigkeit der Ukrainer gestärkt werden sollte. Bis 1. September 1914 wurden 2000 zumeist sehr junge Freiwillige in Lemberg mit Gewehren ausgestattet und zum Exerzieren eingeteilt. Erst nach Ablegung des Eids auf die Landwehr am 2. September 1914 wurde die Truppe eingesetzt.
In Wien versuchten ruthenische Abgeordnete durch Bildung einer „Zentralleitung der k.k. Ukrainischen Legion“ Einfluss zu nehmen und die Interessen der Truppe gegenüber dem Armeeoberkommando (AOK) zu vertreten. Das AOK lehnte das aber als Einmischung in militärische Angelegenheiten ab.
Die Legion kämpfte im Verband der 55. k.u.k Infanterie-Division und war auf 2500 Soldaten beschränkt. Gruppenkommandeur war Generalmajor Peter Freiherr von Hofmann (1865–1923). Später wurde eine Aufstockung auf 5000 Soldaten bewilligt, eine Rekrutierung russischer Kriegsgefangener ukrainischer Herkunft jedoch abgelehnt. Garnisonen waren Lemberg und Stryj. Die ersten Kommandanten waren Theodor Rozhankovski (* 1875) und Michael Haluszczynski (* 1878), weitere bekannte Offiziere Jewhen Konowalez und Andrij Melnyk. Im Spätherbst 1914 wurde auch eine Reiterabteilung aufgestellt. Mit russischen Beutepferden ausgestattet und rekrutiert meist unter den reitkundigen Söhnen von Großbauern, kam die kleine Einheit ab dem Frühjahr 1915 meist für Feindaufklärung und Botendienste zwischen den Einheiten zum Einsatz.

## Einsatz
Vor und während der Schlacht in den Karpaten war die Legion im Aufklärungs- und Kleindienst im Einsatz oder zwischen reguläre Truppen eingeschoben, um sie unter Kontrolle zu halten. Das anfängliche Misstrauen der Armeeführung stellte sich aber als unbegründet heraus, den Offizieren und Mannschaften wurde offiziell das „beste Zeugnis“ ausgestellt. Feldmarschallleutnant Hofmann lobte vor allem die Fähigkeiten der Legion bei der Aufklärung in kleinen Kompanien. Auch in der Schlacht von Gorlice-Tarnów und bei der Bug-Offensive war die Legion im Rahmen des Korps Hofmann erfolgreich im Einsatz.
Am 30. September 1916 wurde die Legion in einem Gefecht bei Potutory, nahe Bereschany fast völlig aufgerieben. Wegen eines Durchbruchs im benachbarten Frontabschnitt konnten russische Truppen die Legion vollständig einschließen und gefangen nehmen. Bei der Neuformierung wurde ihr die „K.u.k. Huzulenkompanie“ (das frühere „Ruthenische“ bzw. „Bukowinaer Freiwilligenbataillon“) als eigene Kompanie eingegliedert. Ähnliches passierte auch am 1. Juli 1917, als zu Beginn der Kerenski-Offensive abermals fast der gesamte im Einsatz befindliche Teil der Legion durch einen russischen Angriff bei Bereschany eingeschlossen wurde.
Durch die deutsche Besetzung der Ukraine Anfang 1918 und die Einsetzung der Regierung unter dem Hetman Pawlo Skoropadskyj lief die Habsburgermonarchie Gefahr, gegenüber Deutschland ins Hintertreffen zu geraten. Daraufhin schuf Kaiser Karl die Spezialeinheit „Kampfgruppe Erzherzog Wilhelm“ unter dem Kommando von Erzherzog Wilhelm mit etwa 4000 Soldaten. Dazu gehörte auch die Ukrainische Legion. Sie operierte während und nach der Eroberung der Ukraine durch die Mittelmächte 1918 im Süden des Landes. Die Legion erreichte Cherson und Odessa, wegen der geringen Gegenwehr konnte sogar der Dnepr als Transportweg genutzt werden. Das letzte Gefecht der Legion unter habsburgischen Banner fand am 16. April 1918 in Saporischschja statt. Die Bolschewiki mussten die Stadt räumen.

### Ukrainische Schützen-Kosakendivision
Im Frühjahr 1918 wurde aus ukrainischen Gefangenen die 1. ukrainische Schützen-Kosakendivision gebildet. Eine Übergabe an die ukrainische Regierung unter Skoropadskyj war nur „am Papier“ geplant, das k.u.k. AOK wollte die Kontrolle über die „Polizeitruppe“ behalten. Die Übergabe der inzwischen durch Desertationen stark geschwächten Truppe an Kiew erfolgte erst Ende August 1918.

## Nach dem Weltkrieg
Nach Kriegsende ging Wilhelm wieder in die Ukraine, die Ukrainischen Sitschower Schützen wurden Teil der regulären Armee der Westukrainischen Volksrepublik und Wilhelm deren Oberst. Am 6. November 1918 besetzte eine Abteilung der Legion unter Wilhelms Befehl die Hauptstadt der Bukowina, Czernowitz. Die Truppen waren von ukrainischen Funktionären des Landes zur Unterstützung gegen Rumänien herbeigerufen worden. Wenige Tage später musste sich die Legion jedoch vor der einrückenden rumänischen Armee kampflos zurückziehen.
Nach Ausrufung der Westukrainischen Volksrepublik am 1. November 1918 bildete die Legion den organisatorischen Kern von deren Armee und ging später als erste Brigade in den Sitscher Schützen der Ukrainischen Volksrepublik auf.